# Oday Dabbagh
Oday Ibrahim Mohammad Dabbagh (en árabe: عدي ابراهيم محمد الدباغ‎, Jerusalén, 3 de diciembre de 1998) es un futbolista palestino que juega como delantero en el Aberdeen de la Scottish Premiership y en la selección de Palestina.

## Trayectoria

### Hilal Al-Quds
En la temporada 2015-2016, Dabbagh hizo su debut profesional con 16 años en el Hilal Al-Quds. Logró su primer gol como profesional el 26 de diciembre de 2015, apenas 23 días después de haber cumplido 17 años. Durante esa temporada anotó dos goles más con los que ayudó al Hilal Al-Quds a evitar el descenso.
Durante las siguientes temporadas fue aumentando su producción anotadora y logró 9, 12 y 16 goles respectivamente. Gracias en parte a su contribución, el Hilal Al-Quds ganó consecutivamente tres torneos de la Premier League de Cisjordania, un hecho sin precedentes hasta la fecha. De hecho, en la temporada 2018–19 recibió la Bota de Oro de esta liga.
El 6 de mayo de 2019, después de marcarle un gol al Nejmeh libanés, Dabbagh se convirtió con seis goles en el máximo goleador de la historia de Palestina en la Copa AFC.

### Al-Salmiya
Pese a tener ofertas de clubes marroquíes, finlandeses y chipriotas para la temporada 2019-2020, Dabbagh dio el salto a la liga kuwaití y fichó por el Al-Salmiya, pero se lesionó en uno de los primeros partidos y no dispuso de muchos minutos tras su recuperación.

### Al-Qadsia
En el mercado de invierno se marchó al al-Qadsia, con el que tampoco tuvo muchas oportunidades. Permaneció en este equipo hasta el 14 de enero de 2021, cuando fichó por el Al-Arabi a cambio de 325 000 dólares.

### Al-Arabi
Dabbagh ayudó al Al-Arabi kuwaití a ganar el título de liga en la temporada 2020-2021 (su primer título en más de dos décadas) y se convirtió en el máximo anotador del campeonato con 13 goles. Ante Mise, entrenador croata del Al-Arabi y exayudante del seleccionador de Croacia, lo definió como el mejor delantero que había entrenado en su vida.

### Arouca
A comienzos de julio, Dabbagh llegó a un acuerdo con el Arouca de la Primeira Liga portuguesa. Sin embargo, al haber nacido en Jerusalén Este, carecía de pasaporte, dado que Israel no reconoce a los habitantes árabes de esta parte de la ciudad como israelíes y Portugal no reconoce formalmente al Estado de Palestina. Finalmente, el 21 de agosto de 2021 Dabbagh firmó por dos años con el club portugués.

### Charleroi
En la temporada 23/24, llegó libre al Royal Charleroi Sporting Club de la Primera División de Bélgica.

## Selección nacional
Dabbagh se convirtió en estrella de la selección nacional de Palestina sub-23, con la que consiguió clasificarse para la Copa de Asia sub-23 de 2018, celebrada en China, y con la que marcó tres goles y llegó a los cuartos de final.
Dabbagh debutó con la selección nacional de Palestina el 27 de marzo de 2018 en un partido clasificatorio para la Copa de Asia 2019 contra Omán. Más tarde sería convocado con su selección para la Copa Bangabandhu 2018, título que ganó Palestina. El primer gol de Dabbagh con su selección llegó el 6 de septiembre de 2018 en un partido contra Kirguistán que terminó 1-1.
A los 20 años de edad, Dabbagh fue convocado para la Copa de Asia 2019 y jugó en los partidos contra Australia y Jordania. Durante la fase de clasificación para el mundial 2022, Dabbagh marcó cuatro de los diez goles de Palestina, con la que consiguió alcanzar la tercera plaza del grupo D.

## Vida personal
Dabbagh nació en la Ciudad Vieja de Jerusalén. El 25 de agosto de 2020 dio positivo en COVID-19.

## Estadísticas

### Selecciones
Actualizado a fecha del 21 de marzo de 2024.
La lista de goles y resultados indica en primer lugar la anotación de Palestina. En la lista de goles aparece el resultado justo después del gol de Dabbagh.
| Núm. | Fecha                   | Estadio                                                     | Oponente   | Resultado momentáneo | Resultado final | Torneo                                                       |
| ---- | ----------------------- | ----------------------------------------------------------- | ---------- | -------------------- | --------------- | ------------------------------------------------------------ |
| 1    | 6 de septiembre de 2018 | Estadio Spartak, Biskek, Kirguistán                         | Kirguistán | 1–1                  | 1–1             | Amistoso                                                     |
| 2    | 11 de agosto de 2019    | Estadio Internacional de Kerbala, Kerbala, Irak             | Siria      | 2–1                  | 4–3             | Campeonato de la WAFF 2019                                   |
| 3    | 11 de agosto de 2019    | Estadio Internacional de Kerbala, Kerbala, Irak             | Siria      | 3–1                  | 4–3             | Campeonato de la WAFF 2019                                   |
| 4    | 5 de septiembre de 2019 | Estadio Internacional Faisal Al-Husseini, Al-Ram, Palestina | Uzbekistán | 1–0                  | 2–0             | Clasificación para el Mundial de 2022 y la Copa de Asia 2023 |
| 5    | 3 de junio de 2021      | Estadio Rey Fahd, Riad, Arabia Saudí                        | Singapur   | 2–0                  | 4–0             | Clasificación para el Mundial de 2022 y la Copa de Asia 2023 |
| 6    | 15 de junio de 2021     | Estadio Rey Fahd, Riad, Arabia Saudí                        | Yemen      | 1–0                  | 3–0             | Clasificación para el Mundial de 2022 y la Copa de Asia 2023 |
| 7    | 15 de junio de 2021     | Estadio Rey Fahd, Riad, Arabia Saudí                        | Yemen      | 3–0                  | 3–0             |                                                              |
| 8    | 24 de junio de 2021     | Estadio Jassim bin Hamad, Doha, Catar                       | Comoras    | 2–1                  | 5–1             | Copa Árabe de la FIFA 2021                                   |
| 9    | 8 de junio de 2022      | Centro de Fútbol de la FFM, Ulán Bator, Mongolia            | Mongolia   | 1–0                  | 1–0             | Clasificación para la Copa Asiática 2023                     |
| 10   | 11 de junio de 2022     | Centro de Fútbol de la FFM, Ulán Bator, Mongolia            | Yemen      | 1–0                  | 5–0             | Clasificación para la Copa Asiática 2023                     |
| 11   | 23 de enero de 2024     | Estadio Abdullah bin Khalifa, Doha, Catar                   | Hong Kong  | 1–0                  | 3–0             | Copa Asiática 2023                                           |
| 12   | 23 de enero de 2024     | Estadio Abdullah bin Khalifa, Doha, Catar                   | Hong Kong  | 3–0                  | 3–0             | Copa Asiática 2023                                           |
| 13   | 29 de enero de 2024     | Estadio Al Bayt, Jor, Catar                                 | Catar      | 1–0                  | 1–2             | Copa Asiática 2023                                           |
| 14   | 21 de marzo de 2024     | Estadio Internacional Jaber Al-Ahmad, Kuwait, Kuwait        | Bangladés  | 1–0                  | 5–0             | Clasificación de AFC para la Copa Mundial de Fútbol de 2026  |
| 15   | 21 de marzo de 2024     | Estadio Internacional Jaber Al-Ahmad, Kuwait, Kuwait        | Bangladés  | 4–0                  | 5–0             | Clasificación de AFC para la Copa Mundial de Fútbol de 2026  |
| 16   | 21 de marzo de 2024     | Estadio Internacional Jaber Al-Ahmad, Kuwait, Kuwait        | Bangladés  | 5–0                  | 5–0             | Clasificación de AFC para la Copa Mundial de Fútbol de 2026  |

## Trofeos
Hilal Al-Quds
- Premier League de Cisjordania: 2016–17, 2017–18, 2018–19
- Copa de Palestina: 2017–18
- Copa de Cisjordania: 2017–18

Qadsia
- Supercopa de Kuwait: 2019

Al-Arabi
- Premier League Kuwait: 2020–21

Individuales
- Máximo goleador de los Juegos de Solidaridad Islámica 2017.
- Máximo goleador de la Premier League de Kuwait 2020-21